# Calothamnus microcarpus
Calothamnus microcarpus är en myrtenväxtart som beskrevs av Ferdinand von Mueller. Calothamnus microcarpus ingår i släktet Calothamnus och familjen myrtenväxter. Inga underarter finns listade i Catalogue of Life.